# Campionati asiatici di ciclismo su strada - Gara in linea maschile Elite
La gara in linea maschile Elite è una delle prove disputate durante i Campionati asiatici di ciclismo su strada. Per la prima volta fu corsa nel 1963. Dal 2001 viene corsa annualmente, con la sola eccezione del biennio 2020-21, quando venne annullata a causa della pandemia da COVID-19.

## Albo d'oro
Aggiornato all'edizione 2023.
| Anno | Vincitore                                        | Secondo                                          | Terzo                                            |
| ---- | ------------------------------------------------ | ------------------------------------------------ | ------------------------------------------------ |
| 1963 | Taworn Jirapan                                   | Masashi Omiya                                    | Wanchai Weelasineekul                            |
| 1999 | Sergej Jakovlev                                  | Hidenori Nodera                                  | non conosciuta (bandiera)                        |
| 2000 | non disputata                                    | non disputata                                    | non disputata                                    |
| 2001 | Wong Kam Po                                      | Arnel Quirimit                                   | Junichi Shibuya                                  |
| 2002 | Wang Guozhang                                    | Ahad Kazemi                                      | Wong Kam Po                                      |
| 2003 | Shinri Suzuki                                    | Hidenori Nodera                                  | Hassan Maleki                                    |
| 2004 | Shinri Suzuki                                    | Maxim Iglinskiy                                  | Valeriy Dmitriyev                                |
| 2005 | Joo Hyun-wook                                    | Omar Hasanein                                    | Dmitriy Gruzdev                                  |
| 2006 | Mahdi Sohrabi                                    | Shinichi Fukushima                               | Omar Hasanein                                    |
| 2007 | Takashi Miyazawa                                 | Hossein Askari                                   | Chan Chun Hing                                   |
| 2008 | Fumiyuki Beppu                                   | Temur Mukamedov                                  | Takashi Miyazawa                                 |
| 2009 | Dmitry Fofonov                                   | Alexandre Vinokourov                             | Valentin Iglinskiy                               |
| 2010 | Mahdi Sohrabi                                    | Takashi Miyazawa                                 | Hossein Nateghi                                  |
| 2011 | Yukiya Arashiro                                  | Muradjan Khalmuratov                             | Hossein Askari                                   |
| 2012 | Wong Kam Po                                      | Mahdi Sohrabi                                    | Taiji Nishitani                                  |
| 2013 | Muradjan Khalmuratov                             | Arvin Moazemi                                    | Andrey Mizurov                                   |
| 2014 | Ruslan Tleubayev                                 | Maxim Iglinskiy                                  | Dmitriy Gruzdev                                  |
| 2015 | Hossein Askari                                   | Yousif Mirza                                     | Kōhei Uchima                                     |
| 2016 | Cheung King Lok                                  | Yukiya Arashiro                                  | Fumiyuki Beppu                                   |
| 2017 | Park Sang-hong                                   | Yousif Mirza                                     | Zhandos Bizhigitov                               |
| 2018 | Yousif Mirza                                     | Fumiyuki Beppu                                   | Mehdi Sohrabi                                    |
| 2019 | Yevgeniy Gidich                                  | Lyu Xianjing                                     | Feng Chun-kai                                    |
| 2020 | non disputata a causa della pandemia da COVID-19 | non disputata a causa della pandemia da COVID-19 | non disputata a causa della pandemia da COVID-19 |
| 2021 | non disputata a causa della pandemia da COVID-19 | non disputata a causa della pandemia da COVID-19 | non disputata a causa della pandemia da COVID-19 |
| 2022 | Igor Chzhan                                      | Nariyuki Masuda                                  | Jambaljamts Sainbayar                            |
| 2023 | Gleb Brussenskiy                                 | Yevgeniy Gidich                                  | Yukiya Arashiro                                  |

## Medagliere
| Pos.   | Nazione             | Oro | Argento | Bronzo | Totale |
| ------ | ------------------- | --- | ------- | ------ | ------ |
| 1      | Kazakistan          | 6   | 4       | 6      | 16     |
| 2      | Giappone            | 5   | 8       | 6      | 18     |
| 3      | Iran                | 3   | 4       | 4      | 11     |
| 4      | Hong Kong           | 3   | 0       | 2      | 5      |
| 5      | Corea del Sud       | 2   | 0       | 0      | 2      |
| 6      | Uzbekistan          | 1   | 2       | 0      | 3      |
| 6      | Emirati Arabi Uniti | 1   | 2       | 0      | 3      |
| 8      | Cina                | 1   | 1       | 0      | 2      |
| 9      | Thailandia          | 1   | 0       | 1      | 2      |
| 10     | Siria               | 0   | 1       | 1      | 2      |
| 11     | Filippine           | 0   | 1       | 0      | 1      |
| 12     | Taipei cinese       | 0   | 0       | 1      | 1      |
| 12     | Mongolia            | 0   | 0       | 1      | 1      |
| Totale | Totale              | 22  | 22      | 22     | 66     |